# Principat de Lippe

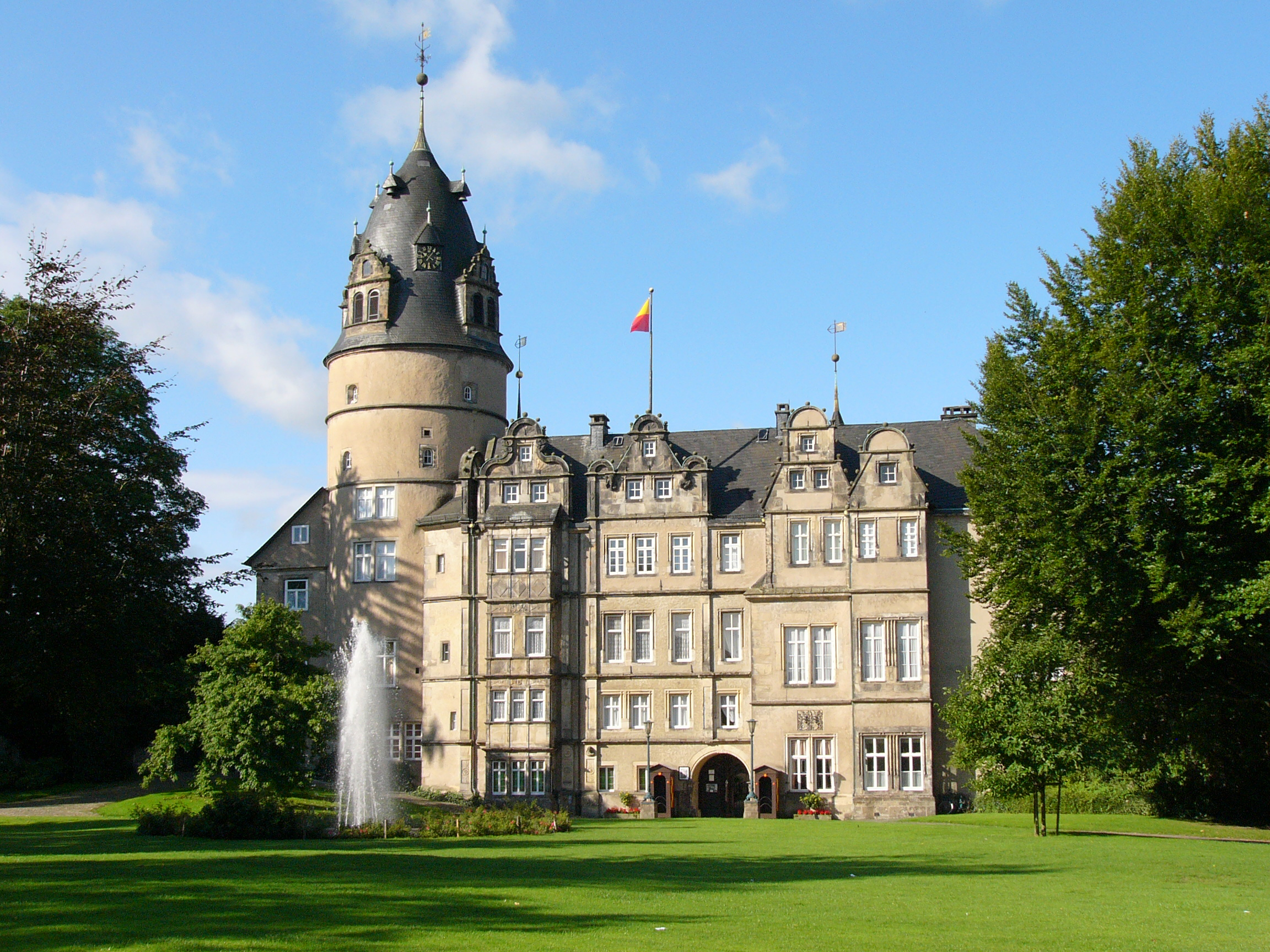
Castell principesc de Lippe en Detmold.

Lippe (més tard Lippe-Detmold) fou un estat independent alemany. Estava ubicat entre el riu Weser i el flanc sud-est del bosc de Teutoburg.
Durant la Reforma Protestant, Lippe es va convertir al luteranisme el 1538 i després al calvinisme el 1604.

## Història
El fundador de Lippe va ser Bernard I, que va rebre el territori de l'emperador Lotari III l'any 1123.Bernard va assumir primer el títol de Senyor de Lippe. Els seus successors ho van heretar i van adquirir diferents comtats. El Senyor de Lippe Simó V va ser el primer en autotitular-se Comte.
Després de la mort de Simó VI en 1613, Lippe es va dividir en tres diferents comtats: Lippe-Detmold va ser para Simó VII, Lippe-Brake per al Comte Otto i Lippe-Alverdissen per a Felip I, comte de Schaumburg-Lippe. Els comtats de Lippe-Brake i Lippe-Detmold es reunificaren en 1709. Una altra branca de la família fundada pel comte Jobst Herman, fill de Simó VII, va crear la línia Lippe-Biesterfeld.
Els comtes de Lippe-Detmold van rebre el títol de prínceps de l'Imperi en 1789.
Poc després de la incorporació del Principat a l'Imperi alemany, la línia Lippe-Detmold va desaparèixer, la qual cosa va originar en 1895 una disputa dinàstica entre les línies germanes de Lippe-Schaumburg i Lippe-Biesterfeld. Després d'una mediació imperial, la disputa es va resoldre el 1905 en el Tribunal Imperial de Leipzig. El principat va passar llavors a la línia Lippe-Biesterfeld que, fins a aqueix moment, mancava de sobirania territorial.
El Principat de Lippe va desaparèixer el 21 de novembre de 1918 amb l'abdicació del seu últim príncep, Leopold IV de Lippe. El Principat es va convertir en l'Estat Lliure de Lippe.

## Senyors de Lippe
- Bernard I (1123-1158)
- Herman I (1158–1167)
- Bernard II (1168-1196)
- Herman II (1196–1229)
- Bernard III (1230–1265)
- Herman III (1265–1273)
- Bernard IV (1285–1275)
- Simó I (1273–1344)
- Simó II (1344)
- Otto (1344–1360)
- Bernard V (1344–1364)
- Simó III (1360–1410)
- Bernard VI (1410–1415)
- Simó IV (1415–1429)
- Bernard VII (1429–1511)
- Simó V (1511–1536)

## Comtes de Lippe (-Detmold des de 1613)
- Simó V (1511–1536)
- Bernard VIII (1536–1563)
- Simó VI (1563–1613)
- Simó VII (1613–1627)
- Simó Lluís (1627–1636)
- Simó Felip (1636–1650)
- Joan Bernard (1650–1652)
- Herman Adolf (1652–1665)
- Simó Enric (1665–1697)
- Frederic Adolf (1697–1718)
- Simó Enrice Adolf (1718–1734)
- Simó August (1734–1782)
- Leopold I (1782–1789)

## Prínceps de Lippe
- Leopold I (1789-1802)
- Leopold II (1802-1851)
- Leopold III (1851-1875)
- Valdemar (1875-1895)
- Alexandre (1895-1905)
  - Príncep Adolf de Schaumburg-Lippe (regent 1895-1897)
  - Comte Ernest II de Lippe-Biesterfeld (regent 1897-1904)
  - Comte Leopold de Lippe-Biesterfeld (regent 1904-1905)
- Leopold IV (1905-1918)

1918: Abolició de la monarquia, el principat es transforma en Estat Lliure de Lippe.

## Caps de la Casa de Lippe
- Leopold IV (1918-1949)
- Armini (1949-present)

Hereu Esteban, Príncep hereu de Lippe (nascut en 1959)